# Mathieu Heijboer
Mathieu Heijboer (født 4. februar 1982) er en hollandsk tidligere professionel cykelrytter.